# Children of the North
Children of the North est une mini-série thriller dramatique britannique en quatre épisodes écrite par John Hale et diffusée sur la chaîne BBC2 du 30 octobre au 20 novembre 1991. Tous les épisodes sont réalisés par David Drury et produits par Chris Parr (en). Le scénario se déroule durant le conflit nord-irlandais.
La série n'est jamais rediffusée à la télévision et n'est pas sortie en DVD.

## Production
D'après une critique du Sydney Morning Herald, le personnage joué par Malahide est un agent secret « proche de la retraite après une carrière bouleversante dans le renseignement militaire ».
Des images du tournage ont été publiées sur Pinterest par le propriétaire du lieu de tournage en Irlande du Nord.

## Distribution
- Patrick Malahide : le colonel Mailer, agent du renseignement militaire ;
- Michael Gough : Arthur Apple, un bookmaker qui blanchit de l'argent pour l'Armée républicaine irlandaise (IRA)
- Tony Doyle : John Axton, un officier spécial de la police royale de l'Ulster (RUC)
- John Kavanagh : Seamus Reilly, un « parrain » de l'IRA
- Adrian Dunbar : Martin Deeley, un tueur à gages professionnel

### Rôles récurrents
- Paul Brooke : Ballister
- Jonathan Hyde : le colonel Shrapnel
- Ian McElhinney : O'Hare
- Sean Caffrey : chef d'état-major de l'IRA
- John Hewitt : Moran
- Frankie McCafferty : Fergal
- Brian McGrath : McIlliver
- Tony Byrne : Dowling

## Liste des épisodes
Le scénario est inspiré des romans The Killing of Yesterday's Children, Lonely the Man Without Heroes and A Darkness in the Eye de M.S. Power.
| no | Titre                               | Réalisation | Scénario  | Diffusion originale |
| --- | ----------------------------------- | ----------- | --------- | ------------------- |
| 1 | The Killing of Yesterday's Children | David Drury | John Hale | 30 octobre 1991     |
| Deux agents du MI6 sont abattus dans une voiture près de la frontière irlandaise. Avec l'aide de l'officier spécial de la RUC John Axton, le colonel Mailer part à la recherche du tueur à gages. Le « parrain » de l'IRA Seamus Reilly remercie le jeune Martin Delley et recrute Arthur Apple, un homme plus âgé et excentrique. |                                     |             |           |                     |
| 2 | Lonely the Man Without Heroes       | David Drury | John Hale | 6 novembre 1991     |
| Deeley est recherché par l'Armée britannique, la RUC et l'IRA. Apple compte le protéger de façon ingénieuse — mais cela fonctionnera-t-il ? Lorsque Mailer entre dans son bureau, une grande surprise l'attend. |                                     |             |           |                     |
| 3 | City of Maloch                      | David Drury | John Hale | 13 novembre 1991    |
| Axton et Reilly collaborent afin d'arrêter l'escadron de la mort de Shrapnel. Sur demande de l'IRA, le colonel Mailer, parti en retraite, est rappelé à ses fonctions. |                                     |             |           |                     |
| 4 | A Darkness with the Eye             | David Drury | John Hale | 20 novembre 1991    |
| Les démarches de paix entérinées par Reilly retiennent l'attention du gouvernement, mais elles sont menacées par un groupe de voyous issu des rangs de l'IRA. |                                     |             |           |                     |